# راتایه (منطقه تابور)
راتایه (به چکی: Rataje) یک منطقهٔ مسکونی در جمهوری چک است که در منطقه تابور واقع شده‌است. راتایه ۱۰٫۷۶ کیلومتر مربع مساحت و ۲۲۰ نفر جمعیت دارد و ۴۰۵ متر بالاتر از سطح دریا واقع شده‌است.